# تنظيم ملف كالسا النقطي
تنظيم ملف كالسا النقطي (بالإنجليزية: CALS Raster file format)‏ هو معيار أو طريقة لتبادل البيانات الرسومية. تم تطويره من قبل وزارة الدفاع الأمريكية كجزء من مبادرة الاستحواذ المستمر ودعم دورة الحياة. عن طريق تحدد بيانات بصورة نقطية بيانات الصورة ، إما غير مضغوطة أو مضغوطة باستخدام ضغط CCITT Group 4.